# Barasa melanograpta
Barasa melanograpta är en fjärilsart som beskrevs av Turner 1920. Barasa melanograpta ingår i släktet Barasa och familjen trågspinnare. Inga underarter finns listade i Catalogue of Life.